# Бистжанка
Бистжанка (пол. Bystrzanka (dopływ Skawy)) — гірська річка в Польщі, у Суському повіті Малопольському воєводства. Ліва притока Скави, (басейн Балтійського моря).

## Опис
Довжина річки приблизно 19,68 км, найкоротша відстань між витоком і гирлом — 11,90 км, коефіцієнт звивистості річки — 1,66 . Формується притоками, безіменними струмками та загатами.

## Розташування
Бере початок у селі Велька Поляна на висоті 900 м (ґміна Бистра-Сідзіна). Спочатку тече переважно на південний, а потім на північний схід через Сідзіну, Бистру-Підгалянську і впадає у річку Скаву, праву притоку Вісли.

## Притоки
- Цишнява (ліва).